# Morto Não Fala
Morto Não Fala és una pel·lícula brasilera del gènere terror i thriller del 2019. Dirigida per Dennison Ramalho, la pel·lícula presenta esdeveniments sobrenaturals que ocorren amb un empleat d'una morgue d'una ciutat violenta, interpretat per Daniel de Oliveira. Compta amb Fabiula Nascimento, Bianca Comparato i Marco Ricca en els altres papers principals.

## Sinopsi
Stênio (Daniel de Oliveira) és un empleat de guàrdia en una morgue d'una gran ciutat molt violenta. Durant les últimes nits de servei, no està mai sol, ja que té un do sobrenatural de comunicar-se amb els morts. Les confessions sobrenaturals que escolta acaben revelant secrets que impliquen la seva pròpia vida. Amb això, Stênio allibera una maledicció que posa en risc la seva vida i la de la seva família.

## Repartiment
- Daniel de Oliveira... Stênio
- Fabiula Nascimento... Odete
- Bianca Comparato... Lara
- Marco Ricca... Jaime
- Annalara Prates ... Ciça
- Marcos Kligman ... ministro na TV

## Estrena
Morto Não Fala es va estrenar anticipadament a l'estranger sota el títol de The Nightshifter. El juliol de 2018, la pel·lícula va debutar al Festival Internacional de Cinema Fantasia, al Canadà, després d'haver passat per diversos festivals com el Festival Internacional de Cinema de Terror de Lisboa i també el Festival do Rio, al Brasil.
Va tenir distribució nacional per Pagu Pictures. Es va estrenar a les sales de cinema del Brasil el 10 d'octubre de 2019. Posteriorment fou llançat en blu-ray i DVD el 2021 per Versátil Home Vídeo.

## Recepció
Morto Não Fala va ser ben rebuda pels crítics de cinema. Al lloc web AdoroCinema, té una puntuació de 3,2 estrelles sobre 5 basada en 7 crítiques de la premsa especialitzada en cinema. A Omelete, Marcelo Hessel va dir que "de la mateixa manera que "Morto Não Fala" comença clínicament i va injectant sang als cossos fins que reviuen completament, el plantejament de la violència també es transforma. Ramalho parteix de les dades estadístiques, es distancia i, a poc a poc, intenta pelar la nostra ceba social fins al seu nucli crític."
Marcelo Müller, a Papo de Cinema, va elogiar la direcció i l'actuació del protagonista Daniel de Oliveira dient que "Dennison Ramalho inverteix no només en la riquesa de detalls relacionats amb l'evisceració dels cossos, sinó també en la delimitació d'un rerefons amb diverses violències.... Daniel de Oliveira presenta una actuació notable com aquest tema ambigu."
Já Mario Abbade, d' O Globo, va qüestionar els forats del guió, dient: "El llargmetratge de Ramalho té tot el que els agrada als fans del terror: ensurts, sang, fetge i suspens, entre altres tòpics del gènere. El repartiment. és genial. L'error està al guió quan es troba amb temes tan greus com el masclisme i l'assassinat per venjança."

## Premis i nominacions
| Any  | Festival                                                   | Categoria                               | Nominacions                        | Resultat  | Ref.   |
| ---- | ---------------------------------------------------------- | --------------------------------------- | ---------------------------------- | --------- | ------ |
| 2018 | LI Festival Internacional de Cinema Fantàstic de Catalunya | Millor pel·lícula                       | Dennison Ramalho                   | Nominat   |        |
| 2019 | Mostra de Cinema Fantàstic i de Terror de Ponent           | Millor pel·lícula del Jurat             | Dennison Ramalho                   | Nominat   |        |
| 2020 | Fangoria Chainsaw Awards                                   | Millor pel·lícula (Streaming Premiere)  |                                    | Nominat   | [ 9 ]  |
| 2020 | Fangoria Chainsaw Awards                                   | Millor actor                            | Daniel de Oliveira                 | Nominat   | [ 9 ]  |
| 2020 | Fangoria Chainsaw Awards                                   | Millor maquillatge                      | Britney Federline i Marcelo A.M.P. | Nominat   | [ 9 ]  |
| 2020 | Prêmio Guarani de Cinema Brasileiro                        | Millor actor                            | Daniel de Oliveira                 | Nominat   | [ 10 ] |
| 2020 | Prêmio Guarani de Cinema Brasileiro                        | Millor guió adaptat                     | Cláudia Jouvin i Dennison Ramalho  | Nominat   | [ 10 ] |
| 2020 | Prêmio Guarani de Cinema Brasileiro                        | Millor maquillatge                      | Britney Federline                  | Guanyador | [ 10 ] |
| 2020 | Prêmio Guarani de Cinema Brasileiro                        | Millors efectes especials               | Guilherme Ramalho                  | Guanyador | [ 10 ] |
| 2020 | Grande Prêmio do Cinema Brasileiro                         | Millor actor                            | Daniel de Oliveira                 | Nominat   | [ 11 ] |
| 2020 | Grande Prêmio do Cinema Brasileiro                         | Millor maquillatge                      | Britney Federline                  | Nominat   | [ 11 ] |
| 2020 | Grande Prêmio do Cinema Brasileiro                         | Millores efectes especials              | Guilherme Ramalho                  | Nominat   | [ 11 ] |
| 2020 | Grande Prêmio do Cinema Brasileiro                         | Millor direcció novell de llargmetratge | Dennison Ramalho                   | Nominat   | [ 11 ] |